# N,N-Diéthyl-3-méthylbenzamide
Pour les articles homonymes, voir DEET.
Le N,N-diéthyl-3-méthylbenzamide, auparavant appelé N,N-diéthyl-m-toluamide, ou DEET est un produit chimique connu depuis les années 1950 comme répulsif contre les insectes (présenté selon les produits comme efficace contre moustiques, puces, tiques, mouche piquante des étables et aoûtats).
Il a été utilisé pour la première fois lors de la guerre du Viêt Nam, par les Américains. Il a un large spectre d'action sur différents insectes, mais peut déclencher des allergies.

## Les produits commercialisés
En 2001, les produits commercialisés contenant du DEET étaient, à 37 %, des aérosols sous pression, 
les autres préparations étant des émulsions dans l’eau (22 %), vendues sous forme de crèmes, gels ou lotions.
Trois formulations étaient traitées pour avoir un "effet prolongé"  (micro-encapsulation, polymères...). 
Quatre formules étaient vendues sous forme d’essuie-tout imprégnés d'une solution de DEET, et une était un produit en pâte. 
9 % des préparations commerciales contenaient du DEET pur ou presque pur (95 % à 100 % de DEET, selon les étiquettes).
Treize produits contenaient, en plus du DEET, des agents protégeant contre le soleil.
Santé Canada interdit la vente de produits antimoustiques au pays contenant une concentration de DEET supérieure à 30 % depuis 2004 .

## Fonctionnement et efficacité
On pense que le DEET fonctionne en bloquant les récepteurs olfactifs des insectes, notamment peut-être ceux détectant le dioxyde de carbone ou l'acide lactique. Les humains excrètent des substances volatiles dans leur sueur et dans leur haleine (de l'acide lactique, du CO2, du 1-octen-3-ol, etc.), substances que les insectes piqueurs peuvent détecter pour localiser leurs hôtes. Le DEET inhibe la détection par les insectes de ces substances, et de ce fait affecte la localisation par l'insecte de l'homme (ou de l'animal).
Tous les invertébrés piqueurs ne sont pas également sensibles au DEET : utilisé à la concentration de 50 %, le DEET éloigne Aedes aegypti durant  4 h, alors que 12,5 % et 25 % suffisent contre Aedes albopictus, durant  6 h et 8 h respectivement.
Selon l'évaluation canadienne (voir Notes), il n'y a pas de preuves de l'efficacité du DEET vis-à-vis des puces.
Contre les tiques, le DEET a une certaine efficacité contre Ixodes ricinus.

## Dosages et durée de protection
Une enquête de 1999 sur le contenu des étiquettes d'insectifuges contenant du DEET montrait que seules 3 % des étiquettes donnaient des instructions précises de dosage (ex. « appliquer 6 à 8 ou 8 à 10 gouttes », « imprégner avec la quantité recommandée », la plupart des étiquettes étant imprécises (ex. « appliquer en couche mince » ou « pulvériser sur les vêtements et sur l’épiderme
exposé »). 
22 % des étiquettes indiquaient précisément la durée de protection (de 1 à 8 h contre les moustiques, sur l’épiderme, selon les produits). 
20 % des produits précisaient vaguement une protection  « pendant des heures »), 19 % recommandant d'appliquer selon le besoin et 36 % n'indiquant rien du tout sur ce point.

## Préparations commerciales
Selon une étude canadienne, au 6 juillet 2001, on trouvait 127 préparations commerciales (PC) homologuées contenant du DEET, produites par 41 titulaires d’homologation. Il s'agissait toujours d'insectifuges corporels. Dans quatre cas, le DEET était associé à du MGK Synergist 264, et dans 13 cas avec le MGK Repellent 326 et le MGK Synergist 264.

## Toxicité
Le DEET est réputé sûr, mais doit être tenu à l'écart des enfants (utiliser avec précaution entre 6 mois et 3 ans, à concentration de 10 % au maximum, en cas de situations à haut risque de complications à la suite d'une piqûre d’insecte, en une seule application par jour, et en évitant les applications sur le visage et les mains et tout emploi prolongé). Il ne doit théoriquement pas être utilisé sur les enfants de moins de 6 mois et chez les femmes enceintes, bien qu'aucun effet secondaire chez l'embryon ou le jeune enfant n'ait été décrit.
Chez l'enfant de 2 à 12 ans, seules des solutions à 10 % maximum de DEET  devraient être utilisées, sans emploi prolongé, pas plus de 3 fois par jour et en évitant les mains et le visage.
En Suisse et au Canada, seuls les produits contenant une concentration maximale de 30 % de DEET sont homologués, en raison des risques sanitaires liés à une application quotidienne prolongée et parce que les faibles concentrations se sont montrées aussi efficaces que les préparations à forte concentration (ils sont seulement efficaces moins longtemps).
Des cas de convulsions chez l'enfant ont été recensés (au moins 12 depuis la commercialisation de ce produit [Quand ?] à aujourd'hui [Quand ?]), sans que ces convulsions puissent être imputées au produit ; il s'agit[Quoi ?] d'une application du principe de précaution que certains[Qui ?] jugent abusive. Le DEET est en partie absorbé par la peau (30 %) selon les fabricants et leurs études.

Le DEET ne doit pas être ingéré, ni pulvérisé sur les muqueuses ou sur les yeux.
Si le DEET est appliqué en même temps qu'une crème solaire, il réduit fortement l'efficacité de cette dernière.
Le DEET pourrait avoir des effets neurotoxiques chez des tissus de mammifères,.

## Propriétés
- Répulsif, insectifuge
- Le DEET est un solvant efficace, vis-à-vis de certaines matières plastiques ou autres matériaux de synthèse, notamment ceux utilisées dans des fibres textiles ou des vernis (le ministère de la Santé recommande aux porteurs de lentilles de contact de ne pas manipuler celles-ci après avoir appliqué du DEET).